# Plaza de la Escuela de Cristo (Sevilla)
La plaza de la Escuela de Cristo es una pequeña plaza, escondida entre las calles del barrio de Santa Cruz de Sevilla, por donde tienen acceso el templo (u oratorio) de la Escuela de Cristo, la iglesia de Santa Cruz (acceso trasero; el acceso principal es por la calle Mateos Gago) y la Casa de la Hermandad de Santa Cruz. 
Se accede a esta plaza por el callejón Carlos Alonso Chaparro, situado a mitad de la Calle Ximénez de Enciso del barrio de Santa Cruz de Sevilla.

## Véase también

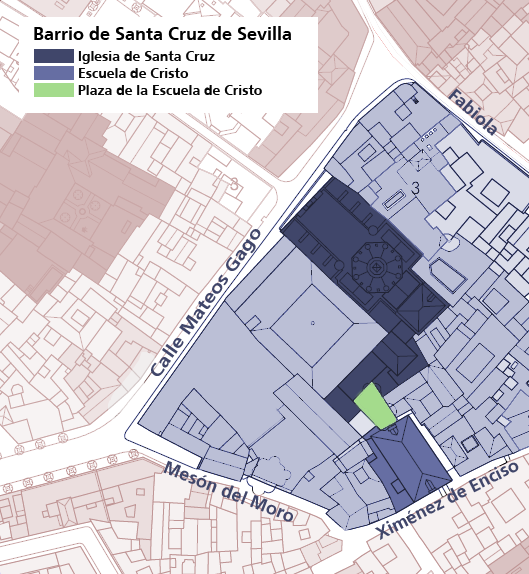
Localización de la plaza de la Escuela de Cristo.